# Wereldkampioenschappen moderne vijfkamp 1990
De wereldkampioenschappen moderne vijfkamp 1990 werden gehouden voor vrouwen in Linköping Zweden. De mannen streden in het Finse Lahti. Er stonden vijf onderdelen op het programma.

## Medailles

### Mannen
| Onderdeel   | Goud | Goud                                                    | Zilver | Zilver                                              | Brons | Brons                                                   |
| ----------- | ---- | ------------------------------------------------------- | ------ | --------------------------------------------------- | ----- | ------------------------------------------------------- |
| Individueel | ITA  | Gianluca Tiberti                                        | URS    | Anatoli Starostin                                   | TCH   | Milan Kadlec                                            |
| Team        | URS  | Edoeard Zenovka Anatoli Starostin Vachtang Jagorasjvili | ITA    | Gianluca Tiberti Cesare Toraldo Alessandro Conforto | POL   | Arkadiusz Skrzypaszek Dariusz Goździak Maciej Czyżowicz |
| Estafette   | URS  | German Joeferov Joeri Sergejev Leonid Vitoslavskiy      | HUN    | László Fábián Attila Kálnoki Kis Attila Mizsér      | ITA   | Roberto Bomprezzi Gianluca Tiberti Cesare Toraldo       |

### Vrouwen
| Onderdeel   | Goud | Goud                                     | Zilver | Zilver                                                 | Brons | Brons                                   |
| ----------- | ---- | ---------------------------------------- | ------ | ------------------------------------------------------ | ----- | --------------------------------------- |
| Individueel | DEN  | Eva Fjellerup                            | USA    | Lori Norwood                                           | POL   | Dorota Idzi                             |
| Team        | POL  | Dorota Idzi Anna Sulima Iwona Kowalewska | URS    | Janna Dolgatcheva Tatjana Tsjernetskaja Irina Krasnova | FRG   | Katrin Kröning Sabine Krapf Kim Raisner |

### Medaillespiegel
| Plaats | Land                     | Goud | Zilver | Brons | Totaal |
| 1      | Sovjet-Unie              | 2    | 2      | 0     | 4      |
| 2      | Italië                   | 1    | 1      | 1     | 3      |
| 3      | Polen                    | 1    | 0      | 2     | 3      |
| 4      | Denemarken               | 1    | 0      | 0     | 1      |
| 5      | Hongarije                | 0    | 1      | 0     | 1      |
| 6      | Verenigde Staten         | 0    | 1      | 0     | 1      |
| 7      | Tsjecho-Slowakije        | 0    | 0      | 1     | 1      |
| 7      | Bondsrepubliek Duitsland | 0    | 0      | 1     | 1      |
| Totaal | Totaal                   | 5    | 5      | 5     | 15     |